# Жуль Ванденперебом
Жуль Анрі П'єр Франсуа Ванденперебом (18 березня 1843 , Кортрейк, Західна Фландрія  — 6 березня 1917 , Андерлехт ) — бельгійський католицький політичний діяч.
Мав юридичну освіту. Репрезентував рідне місто у Палаті представників бельгійського парламенту з 1878 до 1900 року.
Обіймав деякі міністерські посади, починаючи із залізничного транспорту, пошти й телеграфу, з 1884 до 1899. Також із 1896 року обіймав посаду міністра оборони. Очолював уряд країни у 1899 році.
Після залишення Палати представників у 1900 році представляв Західну Фландрію в Сенаті. Помер в Андерлехті.